# فرونشینی (اتمسفر)

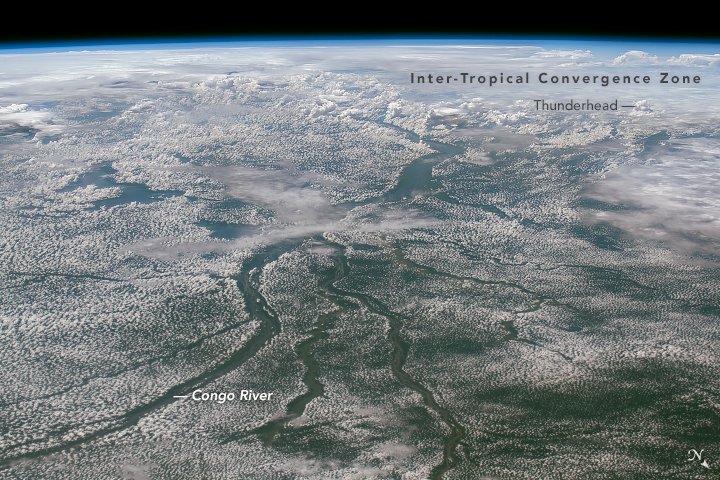
فرونشست هوا بر فراز حوضه رودخانه کنگو که شامل رود کنگو و برخی از شاخه‌های فرعی آن است. به کمبود ابر در بالای رودخانه‌ها به دلیل فرونشست هوای سردتر که از همرفت جلوگیری می‌کند، توجه کنید. همرفت فرایند معکوس فرونشینی هوا است. منبع:ناسا

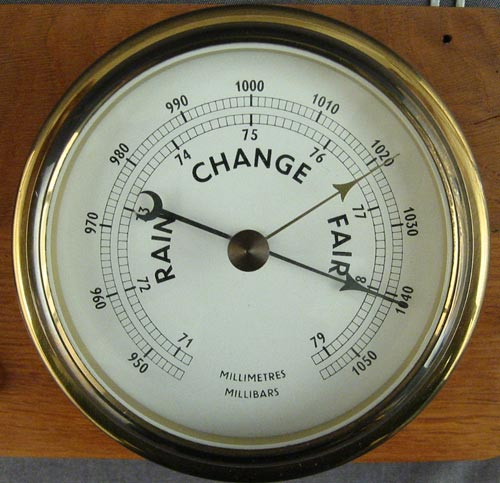
فشارسنج دوزن انواع مختلف هوا را نشان می‌دهد. با توجه به فشار اتمسفری، بالا بودن فشار نشانه هوای مناسب به دلیل فرونشست جوی است و کاهش سریع فشار، نشانه نزدیک شدن یک سامانه هوای بد است.

در هواشناسی، فرونشینی یا فرونشست (انگلیسی: Subsidence) به فرایند حرکت رو به پایین یک بسته هوا هنگام سرد شدن و متراکم‌شدن آن در اتمسفر زمین گفته می‌شود. در مقابل، هوای گرم چگالی کمتری پیدا می‌کند و به سمت بالا حرکت می‌کند (همرفت جوی).
فرونشینی معمولاً یک مرکز پرفشار را پدیدمی‌آورد، همان‌طور که هوای بیشتری به همان فضا حرکت می‌کند: پرفشارهای قطبی مناطقی هستند که مانند عرض‌های اسبی تقریباً ثابت هستند و مناطق فرونشست هوا منشأ بسیاری از بادهای غالب جهان هستند.
فرونشینی هوا همچنین باعث بسیاری از پدیده‌های هوایی در مقیاس کوچک‌تر مانند مه صبحگاهی می‌شود. فروپکش شکل شدید فرونشینی هوا است که می‌تواند منجر به آسیبی مشابه آسیب ایجادشده توسط پیچند گردد. شکل خفیف‌تری از فرونشینی با عنوان جریان عمودی شناخته می‌شود.

## فشار اتمسفری و فرونشینی اتمسفری
فشارسنج Dosen (تصویر)، همان‌طور که در صفحه آن دیده می‌شود، به وضوح فشار بالا را با هوای خوب مرتبط می‌کند. این وضعیت به آن دلیل است که مناطق پرفشار، با هوای خشک و خنک نزولی مناطق فرونشست هوا هستند و بنابراین، آسمان صاف و هوای خوب را پدید می‌آورند